# سري إبراهيم خوري
سري إبراهيم خوري (13 مارس 1941 - 18 يونيو 1997) كان فناناً تشكيلياً فلسطينياً أمريكياً من مواليد القدس. ارتكز عمله في المقام الأول على أنماط مجردة من الأكريليك والزيت والفحم.

## النشأة
ولد سري إبراهيم خوري في القدس بفلسطين الانتدابية في 1941. وهاجر إلى الولايات المتحدة للتعليم، بعد سنوات من تحوله إلى لاجئ في 1948 وطرد عائلته من القدس. وقد وصف تأثير نزوحه من فلسطين في تصريح شخصي في 1996:
عاشت عائلتي في الحي الجديد من القدس بفلسطين حتى 1948 عندما اضطررنا جميعاً إلى مغادرة منازلنا تحت وابل من الرصاص والانفجارات أثناء الحرب. لقد تركنا كل شيء وراءنا بما في ذلك جميع ألبومات عائلتنا. كان عمري سبع سنوات في ذلك الوقت، وكانت السنوات التي تلت ذلك صعبة للغاية لعائلة اعتادت على أسلوب حياة مريح ومثقف.
وقد مثل له الرسم شكلاً من أشكال العلاج والتأقلم في سنه المبكرة.
لقد أثرت سرقة الوطن على عائلتنا بأكملها. كطفل سريع التأثر، شهدت جميع أنواع الاضطرابات والمواقف المؤلمة وتعلمت استيعاب معاناة وضعنا الفقير. كان الرسم علاجي من كل هذا. لقد رسمت شخصيات، ووجوهاً معذبة، وعجائز بتجاعيد. منذ الصغر، رفضت القيم البرجوازية، والأشياء الفنية الجميلة، والخداع السياسي. وحتى ذلك الحين، كنت أعلم أن متابعة الفن ستكون رحلة وحيدة.

## هجرته إلى الولايات المتحدة
بعد أن أمضى ما تبقى من وقته في فلسطين في بيرزيت، جاء خوري إلى الولايات المتحدة في سن 17 عاماً في منحة دراسية للفنون الجميلة في جامعة أوهايو ويسليان. وهناك، حصل على بكالوريوس في الآداب وأكمل رسالة الماجستير في الفنون الجميلة في أكاديمية كرانبروك للفنون في ديترويت. وتزوج من سهيلة غنام في 1967 وأنجبا ثلاثة أبناء.

## حياته الفنية والمعارض
بدأ خوري مسيرته الأكاديمية كأستاذ للفنون الجميلة في كلية بيريا، كنتاكي، وبعد ذلك في جامعة ميشيغان المركزية في ماونت بليزانت، ميشيغان. وعمل بتدريس التصوير والرسم لمدة 31 عاماً.
بدأ خوري التدريس في جامعة ميشيغان المركزية في قسم الفنون في 1967. وشغل منصب رئيس القسم من 1992 إلى 1993. وأقر مجلس أمناء جامعة ميشيغان المركزية ترقية خوري، عقب وفاته، إلى منصب أستاذ فخري في 21 يوليو 2001.
عُرضت أعماله في الولايات المتحدة وأوروبا واليابان وفلسطين. تضمنت قائمة معارضه خمسة عشر معرضاً فردياً، بعضها أُقيم بعد وفاته، وأكثر من أربعين معرضاً مشتركاً. توجد لوحة جدارية كبيرة أُقيمت في مركز الجالية العربية للخدمات الاقتصادية والاجتماعية في ديربورن بولاية ميشيغان، تسلط الضوء على إنجازات ومساهمات الأمريكيين العرب. افتتح المتحف العربي الأمريكي الوطني معرضاً كبيراً لاسترجاع أعماله في 2008. وبعد فترة وجيزة، أنشأ المعرض الافتراضي لجامعة بيرزيت أيضاً معرضاً استعادياً عبر الإنترنت. وضم متحف الشعب الفلسطيني الذي افتُتح حديثاً في واشنطن العاصمة لوحات ورسماً ضمن مجموعته في 2019.

## مرضه ووفاته
شُخصت إصابة خوري بنوع عدواني من سرطان الدماغ في 1996. وتوفي في يونيو 1997.

## مشاركته العامة
كان خوري مشاركاً نشطاً في الحياة العربية الأمريكية في ميشيغان. لقد تحدث كثيراً وكتب بوضوح ضد الحرب وعن العدالة الفلسطينية. تحتفظ مكتبة بنتلي التاريخية في جامعة ميشيغان بالعديد من كتاباته وصوره والمواد الأرشيفية الأخرى محفوظة. وهي تشكل جزءاً من مجموعة تاريخية عن العرب والمسلمين والآشوريين الأمريكيين في ميشيغان. كلف مركز الجالية العربية للخدمات الاقتصادية والاجتماعية خوري في 1987، برسم لوحة جدارية تصور الحياة العربية الأمريكية والمساهمات الاجتماعية والمهنية والثقافية في ميشيغان. والتي وُضعت وعُرضت في مكتب الوصول بعد تجديده في ديربورن، ميشيغان.

## أسلوبه
أشارت الفنانة والمؤرخة الفلسطينية سامية حلبي إلى اللحظة التي اكتشفت فيها أعمال خوري لأول مرة، من خلال مراسلاتها الشخصية:
لقد كنت متحمسة لرؤية أذواق الخط العربي في عمله تتعايش مع الصفات الشكلية الجذرية للتجريد في القرن العشرين.
يصف خوري الخط الحر كجسم مستقل وحافة الشكل كخاصية بارزة في عمله خلال التسعينيات.
ممارسة الرسم هامة بالنسبة لي حتى عندما أرسم. لذلك هناك دوماً وجود للخط إما باستخدام شكل مستقل أو كما يصور حافة الشكل. لقد تعلمت أنه يمكن أن يكون عفوياً أو مقيداً أو بشعاً أو خشناً أو سلساً، وبالتالي يعبر عن حالتي الذهنية العاطفية مثلما يختار موسيقي الجاز أن يتقلب مع مزاج اللحظة. كان اللون يعني الكثير بالنسبة لي سابقاً، لكن مؤخراً أعطيته اهتماماً أقل لتجنب ما يمكن أن يصبح زخرفياً.
يشير خوري إلى أعمال الفنانين المعاصرين بول كلي، وبن نيكلسون، وأرشيل غوركي، وفاسيلي كاندينسكي كمصادر للإلهام.